# 孫萬壽
孫萬壽（?—?），表字仙期，又字遐年，信都郡武強县人，北齐、北周、隋朝文学家。
北齐国子博士孫灵晖之子。十四岁时跟随阜城熊安生学五经，通达概略，涉猎諸子、史書。擅长文章、談論丰美，博陵李德林很肯定他。十七岁时任北齐奉朝請，陽休之属下開府行参軍。
隋朝建立，滕王楊瓚召他担任文学，因为衣冠不整获罪，流放防守江南。行軍总管宇文述召他主管軍中書簡。孫萬壽書生气质浓厚，在軍中郁郁不得志，作「遠戍江南寄京師親友」五言詩送给長安的友人，这首詩在当時流行，很多人把他写在墙壁上。
後来回归，十数年不得任用。601年（仁寿元年），豫章王楊暕召他为長史。604年（仁寿四年）楊暕封为齐王，孫萬壽为齐王文学。当時，諸王属官很多被族滅，孙万寿内心不安，称病辞職。很久之后，担任大理司直，在官任上去世，享年五十二岁。《文集》10卷流行于世。